# ロサンゼルス・シティー・カレッジ
ロサンゼルス・シティー・カレッジ（ロサンゼルス市立大学）(Los Angeles City College: 略称 LACC)は、カリフォルニア州ロサンゼルスにあるアメリカ合衆国のコミュニティ・カレッジ。

## 概要
ロサンゼルス・シティー・カレッジは、1929年に設立されたコミュニティーカレッジ。ハリウッドの麓に位置するだけあり、近辺にはエンターテインメント関連の会社や映画スタジオが多いのが特徴。また学費が比較的安く、しかも実践的な授業が多いことで有名。アジア系の留学生が多い。
同校で人気の学部は、映画／TV、シアター（舞台演劇）、コンピューター、ビジネス、心理学、音楽、写真、チャイルドデベロップメント等。かつてはクリント・イーストウッドや、モーガン・フリーマンも通ったシアター学部には、アクターを目指す学生たちがあふれる。また映画／TV学部も全米で6番目の規模を誇る人気の学部で、プロダクションの授業も充実。
生徒総数21,000人、留学生総数は900人でそのうち日本人留学生は250人。

## 著名な出身者
- クリント・イーストウッド - 俳優
- ジーン・ロッデンベリー - 映画プロデューサー
- モーガン・フリーマン - 俳優
- ローレンス・クライン - 経済学者、ノーベル経済学賞（1980年）
- チャールズ・ミンガス - ジャズ演奏家
- ジェームズ・コバーン - 俳優
- マイケル・アンサラ - 俳優
- ドナ・リード - 女優
- レナード・スラットキン - 指揮者
- ジョン・ウィリアムズ - 作曲家、指揮者
- ヒューズ兄弟 - 映画監督、プロデューサー、脚本家
- ブラッド・オーチャード - 事業家、元声優、プロデューサー、脚本家
- チャールズ・ブコウスキー - 詩人、作家
- フランク・ゲーリー - 建築家
- 小山田真 - 俳優・プロデューサー
- ジャニー喜多川 - ジャニーズ事務所社長
- メリー喜多川 - ジャニーズ事務所名誉会長
- 石川晃次 - シンガーソングライター、作詞家、作曲家、編曲家
- 兼高かおる - ジャーナリスト(ツーリストライター)